# Luis Adolfo Siles Salinas
Luis Adolfo Siles Salinas (La Paz, 21 de junho de 1925 — La Paz, 19 de outubro de 2005) foi um político boliviano e presidente de seu país entre 27 de abril de 1969 e 26 de setembro de 1969.

## Histórico e infância
Nascido em La Paz , Luis Adolfo Siles era filho do ex-presidente Hernando Siles Reyes (1926–1930) e meio-irmão de outro político boliviano famoso e duas vezes presidente, Hernán Siles Zuazo (1956–1960 e 1982–1985). Educado como advogado em seu país natal, ele também obteve o doutorado na Espanha. Siles acabou ingressando no pequeno Partido Demócrata Cristiano (Partido Democrata-Cristão), que apoiou René Barrientos nas eleições de 1966. O Eisenhower Fellowships selecionou Luis Adolfo Siles em 1955 para representar a Bolívia.

## Vice-presidente da Bolívia
Na verdade, Siles concorreu como companheiro de chapa vice-presidencial do general Barrientos e foi empossado nessa posição depois que sua chapa prevaleceu nas urnas.

## Presidente da Bolívia
Siles tornou-se presidente quando Barrientos morreu em um acidente de helicóptero perto de Arque, Cochabamba, em 27 de abril de 1969.
A presidência de Siles foi curta e marcada por desentendimentos com o poderoso Comandante das Forças Armadas, general Alfredo Ovando. Este último nutria ambições de se tornar presidente em 1970, quando foi projetado para concorrer como sucessor de Barrientos. Mas as divergências de Ovando com Barrientos em uma série de questões importantes durante o período de 1967 a 1969 desagradaram muitos seguidores obstinados de Barrientos, incluindo o vice-presidente Siles. Por estes motivos, além do ressentimento pela constante intromissão de Ovando, Siles parecia apoiar a surpreendente candidatura do prefeito de La Paz, Armando Escobar Uría, como verdadeiro herdeiro e sucessor de Barrientos (as leis bolivianas não permitiam a reeleição direta de um presidente titular). Isso ameaçava estragar os planos cuidadosamente traçados do general Ovando.

### Derrubado por um golpe de estado
No final, o general Ovando decidiu não esperar pelas eleições e, em vez disso, lançou um golpe de Estado em 26 de setembro de 1969, derrubando Siles e com ele o que restava da democracia boliviana (ou suas aparências, em todo o caso).

## Anos posteriores
Retornando à Bolívia durante a ditadura de Hugo Banzer (1971-1978), Siles desempenhou um papel proeminente como defensor dos direitos humanos. Ele concorreu à presidência em 1980, mas não obteve muito apoio. Apesar de liderar um partido relativamente pequeno, Siles se opôs veementemente à ditadura de Luis García Meza em 1980-81 .

### Morte
Respeitado por sua postura firme na defesa dos princípios democráticos, Siles faleceu em 19 de outubro de 2005 em La Paz.